# Большая боль
«Большая боль» — малобюджетный триллер 1986 года режиссёра Барри Пика.

## Сюжет
Алэн Прайс — журналист, который работает в одной мельбурнской газете под началом редактора Гарри Грегори, который требует от подчинённого горячих журналистских расследований. В настоящий момент Алэн занят расследованием дела, связанного с убийствами.
Убито было несколько людей, среди них известный учёный. Кроме того, некоторые завершали жизнь странными самоубийствами. Алэну удаётся выяснить, что дело связано с секретным государственным проектом, а учёный был убит для того, чтобы не осталось свидетелей происходящих событий. Также Алэн знакомится с Лиз, дочерью учёного, которая тоже хочет выяснить обстоятельства смерти своего отца.

## В ролях
- Дэвид Брэдшоу — Алэн Прайс, журналист
- Лиан Лансон — Лиз, дочка убитого учёного
- Саймон Чилверс — Альгерсон
- Джон Эварт — Гарри Грегори, редактор, босс Прайса
- Ник Уотерс
- Алан Кассел
- Алетеа Мак Грат
- Джоэнн Каннинг
- Сид Конабэр
- Томми Дайсарт
- Дороти Каттс